# Championnat d'Écosse de football 1948-1949
Navigation
Édition précédente Édition suivante
La 52e édition du championnat d'Écosse de football est remportée par le Rangers Football Club. Le titre de champion d’Ecosse revient à Glasgow : les Rangers obtiennent leur 26e trophée. Ils gagnent avec un point d’avance sur le Dundee FC. Hibernian FC complète le podium.
Le système de promotion/relégation reste en place : descente et montée automatique, sans matchs de barrage pour les deux derniers de première division et les deux premiers de deuxième division. Greenock Morton et Albion Rovers descendent en deuxième division. Ils sont remplacés pour la saison 1949/50 par Raith Rovers et Stirling Albion FC.
Avec 30 buts marqués en 30 matchs, Alex Stott de Dundee Football Club remporte pour la première fois le titre de meilleur buteur du championnat.

## Les clubs de l'édition 1948-1949
| Club                              | Ville      |
| --------------------------------- | ---------- |
| Aberdeen Football Club            | Aberdeen   |
| Albion Rovers Football Club       | Coatbridge |
| Celtic Football Club              | Glasgow    |
| Clyde Football Club               | Glasgow    |
| Dundee Football Club              | Dundee     |
| East Fife Football Club           | Methil     |
| Falkirk Football Club             | Falkirk    |
| Heart of Midlothian Football Club | Édimbourg  |
| Hibernian Football Club           | Leith      |
| Greenock Morton Football Club     | Greenock   |
| Motherwell Football Club          | Motherwell |
| Partick Thistle Football Club     | Glasgow    |
| Queen of the South Football Club  | Dumfries   |
| Rangers Football Club             | Glasgow    |
| Saint Mirren Football Club        | Paisley    |
| Third Lanark Athletic Club        | Glasgow    |

## Compétition

### Classement
Le classement est établi sur le barème de points classique (victoire à 2 points, match nul à 1, défaite à 0).
| Rang | Équipe              | Pts | J  | G  | N  | P  | Bp | Bc  | Diff |
| ---- | ------------------- | --- | -- | -- | -- | -- | -- | --- | ---- |
| 1    | Rangers FC C        | 46  | 30 | 20 | 6  | 4  | 63 | 32  | +31  |
| 2    | Dundee FC           | 45  | 30 | 20 | 5  | 5  | 71 | 48  | +23  |
| 3    | Hibernian FC T      | 39  | 30 | 17 | 5  | 8  | 75 | 52  | +23  |
| 4    | East Fife P         | 35  | 30 | 16 | 3  | 11 | 64 | 46  | +18  |
| 5    | Falkirk FC          | 32  | 30 | 12 | 8  | 10 | 70 | 54  | +16  |
| 6    | Celtic FC           | 31  | 30 | 12 | 7  | 11 | 48 | 40  | +8   |
| 7    | Third Lanark AC     | 31  | 30 | 13 | 5  | 12 | 56 | 52  | +4   |
| 8    | Heart of Midlothian | 30  | 30 | 12 | 6  | 12 | 64 | 54  | +10  |
| 9    | Saint Mirren        | 30  | 30 | 13 | 4  | 13 | 51 | 47  | +4   |
| 10   | Queen of the South  | 30  | 30 | 11 | 8  | 11 | 47 | 53  | -6   |
| 11   | Partick Thistle FC  | 27  | 30 | 9  | 9  | 12 | 50 | 63  | -13  |
| 12   | Motherwell FC       | 25  | 30 | 10 | 5  | 15 | 44 | 49  | -5   |
| 13   | Aberdeen FC         | 25  | 30 | 7  | 11 | 12 | 39 | 48  | -9   |
| 14   | Clyde FC            | 24  | 30 | 9  | 6  | 15 | 50 | 67  | -17  |
| 15   | Greenock Morton     | 22  | 30 | 7  | 8  | 15 | 39 | 51  | -12  |
| 16   | Albion Rovers       | 8   | 30 | 3  | 2  | 25 | 30 | 105 | -75  |

| Légende : Qualifications et relégations | Légende : Qualifications et relégations                           |
| --------------------------------------- | ----------------------------------------------------------------- |
|                                         | Champion d'Écosse                                                 |
|                                         | Relégation en deuxième division                                   |
|                                         | T : Tenant du titre C : Vainqueur de la Coupe d'Écosse P : Promus |

## Bilan de la saison
| Tableau d'Honneur                |            |
| Compétition                      | Vainqueur  |
| Championnat d'Écosse de football | Rangers FC |
| Coupe d'Écosse de football       | Rangers FC |

| Promotions et relégations |                                 |
| Promus                    | Raith Rovers Stirling Albion FC |
| Relégués                  | Greenock Morton Albion Rovers   |

## Statistiques

### Meilleur buteur
1. Alex Stott, Dundee Football Club, 30 buts